# نهر سانية
نهر سانية (بالإسبانية: Río Cenia)‏ هو نهر في مقاطعات قسطلونة وطركونة بإسبانيا.